# 발루치스탄주

발루치스탄주

발루치스탄주(우르두어: بلوچستان/صوبہ بلوچستان, Balochistan Province)는 파키스탄 남서부 지역에 있는 주로 주도는 퀘타이다. 남아시아 이란고원은 파키스탄과 이란, 아프가니스탄의 국경의 고지대인데, 이란 고원의 동쪽으로 파키스탄 영토에 속하는 지역으로 서쪽으로는 이란 시스탄오발루체스탄주, 북서쪽으로는 아프가니스탄과 각각 이웃해 있다.

## 같이 보기
- 발루치스탄
- 발루치스탄 분쟁